# Lipowa (gmina)
Pour les articles homonymes, voir Lipowa.
La gmina de Lipowa est une commune rurale de la voïvodie de Silésie et du powiat de Żywiec. Elle s'étend sur 58,08 km2 et comptait 9 681 habitants en 2006. Son siège est le village de Lipowa qui se situe à environ 8 kilomètres à l'ouest de Żywiec et à 64 kilomètres au sud de Katowice.

## Villages
La gmina de Lipowa comprend les villages et localités de Leśna, Lipowa, Ostre, Sienna, Słotwina et Twardorzeczka.

## Villes et gminy voisines
La gmina de Lipowa est voisine des villes de Szczyrk, Wisła et Żywiec et des gminy de Buczkowice, Łodygowice et Radziechowy-Wieprz.